# Scott J. Kelly

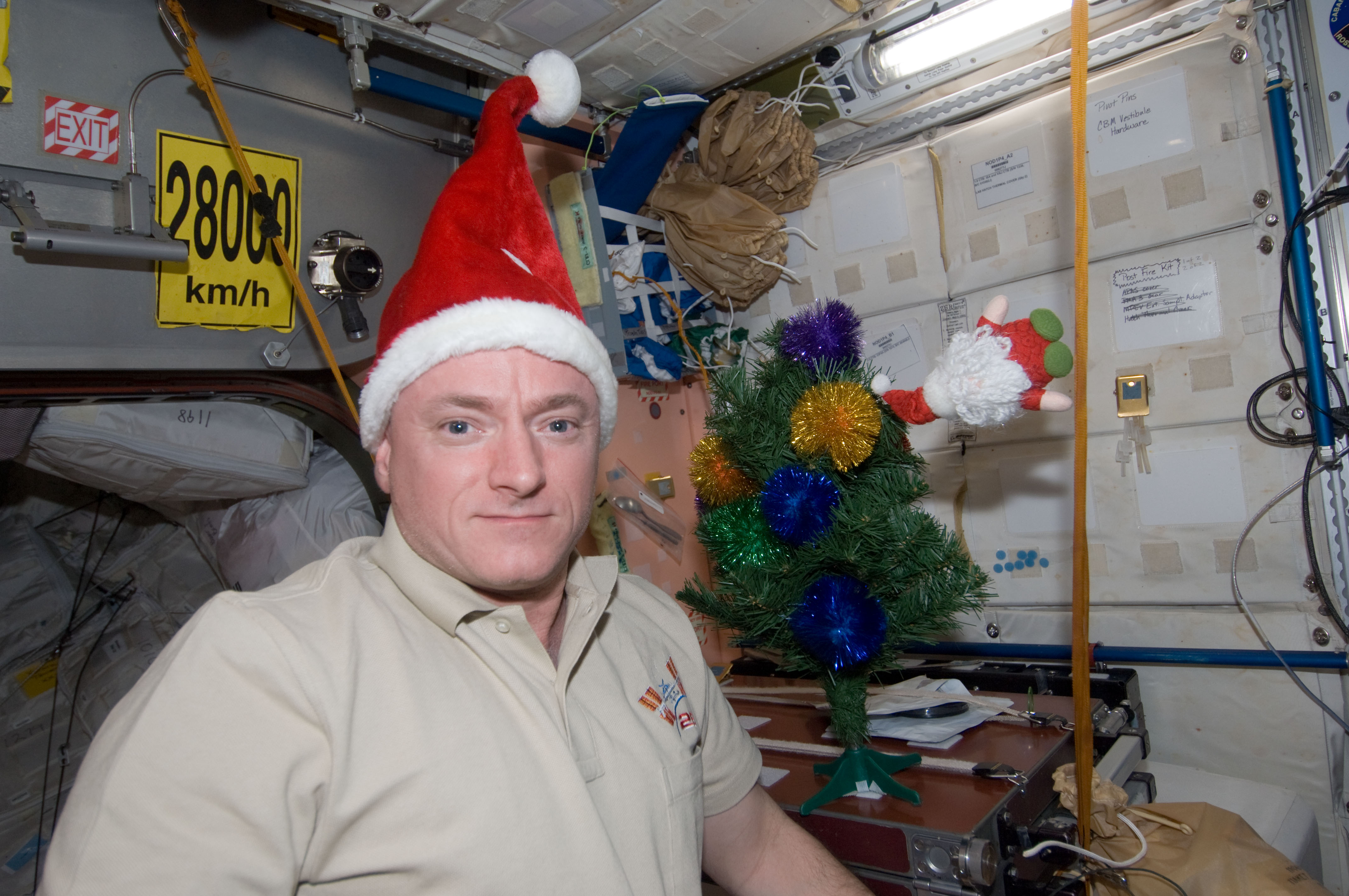
Ekspedycja 26 – Scott Kelly podczas świąt Bożego Narodzenia

Scott Joseph Kelly (ur. 21 lutego 1964 w Orange w stanie New Jersey) – amerykański astronauta, pilot wojskowy, inżynier, komandor United States Navy. Brat bliźniak astronauty – Marka E. Kelly’ego.

## Wykształcenie i służba wojskowa
- 1982 – ukończył szkołę średnią (Mountain High School) w West Orange w stanie New Jersey.
- 1987 – uzyskał licencjat z zakresu elektrotechniki w Kolegium Morskim Uniwersytetu Stanu Nowy Jork (State University of New York Maritime College). Następnie rozpoczął służbę w Marynarce Wojennej Stanów Zjednoczonych.
- 1989–1992 – po odbyciu szkolenia lotniczego w bazie Beeville w Teksasie, w lipcu 1989 uzyskał status pilota wojskowego lotnictwa morskiego (Naval Aviator). Następnie rozpoczął służbę w 101. eskadrze myśliwców (Fighter Squadron 101), stacjonującej w bazie Oceana w Virginia Beach. Przeszedł tam szkolenie w zakresie pilotażu myśliwca pokładowego F-14 Tomcat. Później otrzymał przydział do 143. eskadry myśliwców (Fighter Squadron 143), zaokrętowanej na lotniskowcu USS „Dwight D. Eisenhower”, operującym wówczas na Atlantyku Północnym, Morzu Śródziemnym, Czerwonym oraz w Zatoce Perskiej.
- 1993–1994 – przeszedł kurs w Szkole Pilotów Doświadczalnych Marynarki Wojennej.
- 1994–1996 – służył w bazie Patuxent River w stanie Maryland. Był pilotem-oblatywaczem w doświadczalnej eskadrze samolotów szturmowych (Strike Aircraft Test Squadron) oraz Centrum Lotniczych Działań Wojennych Marynarki (Naval Air Warfare Center). Latał samolotami: F-14 Tomcat, F/A-18 Hornet i KC-130F Hercules.
- 1996 – na University of Tennessee w Knoxville uzyskał magisterium w dziedzinie inżynierii systemów lotniczych.
- Czerwiec 2012 – zakończył czynną służbę wojskową, przechodząc w stan spoczynku.

Jako pilot wylatał ponad 8000 godzin za sterami przeszło czterdziestu typów samolotów.

## Kariera astronauty
- 1 maja 1996 – znalazł się w gronie siedemnastu kandydatów, których przyjęto podczas naboru do 16. grupy astronautów NASA. Został wybrany spośród blisko 2500 ochotników.
- 1998 – zakończył dwuletnie szkolenie podstawowe, uzyskując kwalifikacje pilota wahadłowca. Następnie został skierowany do wydziału systemów i eksploatacji statków kosmicznych (Spacecraft Systems/Operations Branch) w Biurze Astronautów NASA.
- 20–28 grudnia 1999 – uczestniczył w misji STS-103 wahadłowca Discovery, którego był pilotem.
- 2000 – został dyrektorem operacyjnym NASA w rosyjskim Centrum Wyszkolenia Kosmonautów im. J. Gagarina, w którym także sam odbył szkolenie.
- Marzec 2001 – wyznaczono go na dublera inżyniera pokładowego piątej stałej załogi Międzynarodowej Stacji Kosmicznej (ISS).
- 2002 – został przeniesiony do Wydziału Stacji Kosmicznej (Space Station Branch). 12 grudnia otrzymał nominację na dowódcę misji STS-118, zaplanowanej na listopad 2003. Po katastrofie wahadłowca Columbia plan lotów został gruntownie zmieniony i wspomnianą misję przeniesiono na termin późniejszy.
- 8–21 sierpnia 2007 – dowodził misją STS-118, realizowaną przez załogę promu Endeavour.
- 7 października 2010 – 16 marca 2011 – uczestniczył w Ekspedycji 25 i 26, pełniąc funkcję inżyniera pokładowego, a następnie dowódcy Międzynarodowej Stacji Kosmicznej.

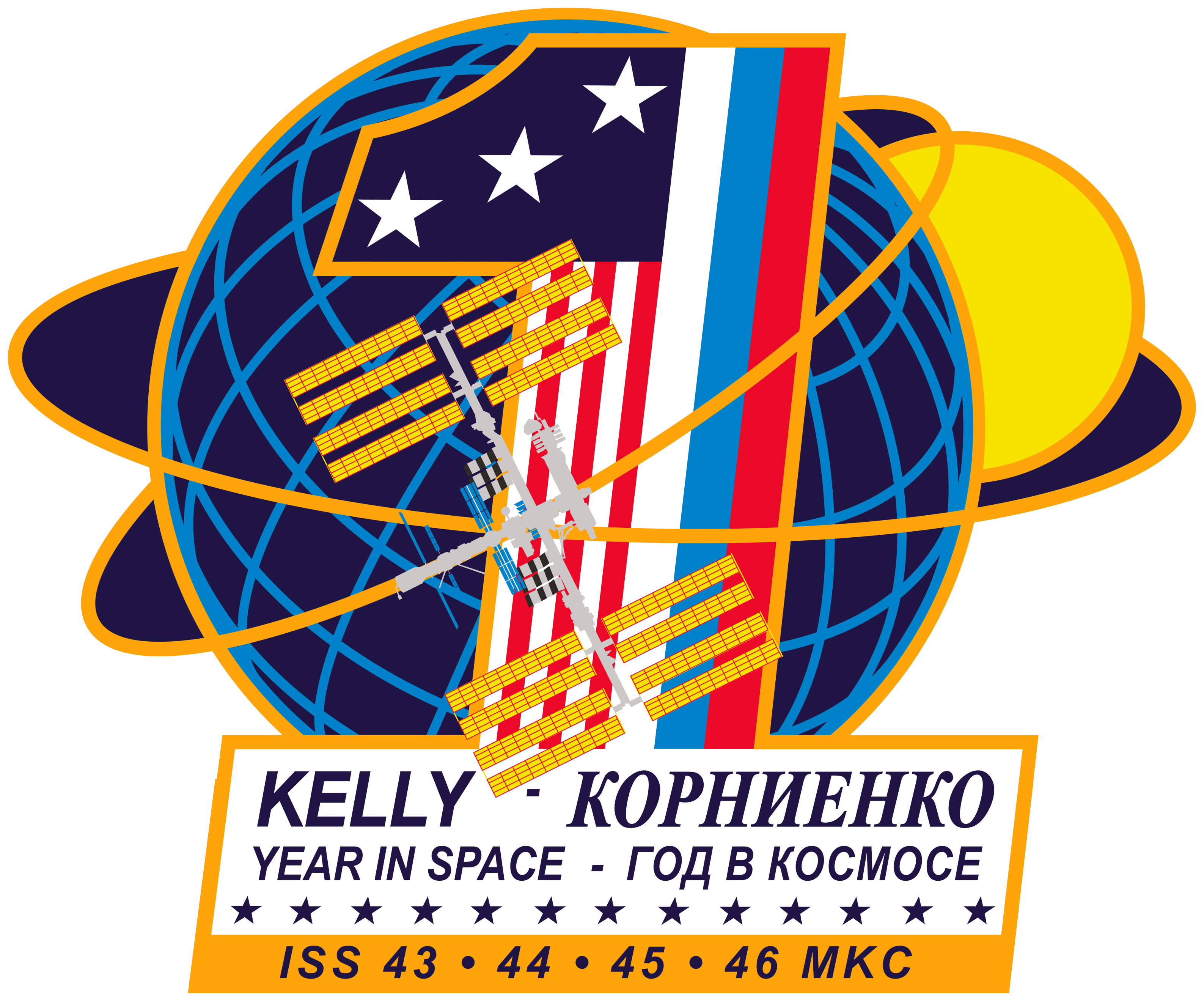
Logo rocznej misji Kelly’ego i Kornijenki na ISS

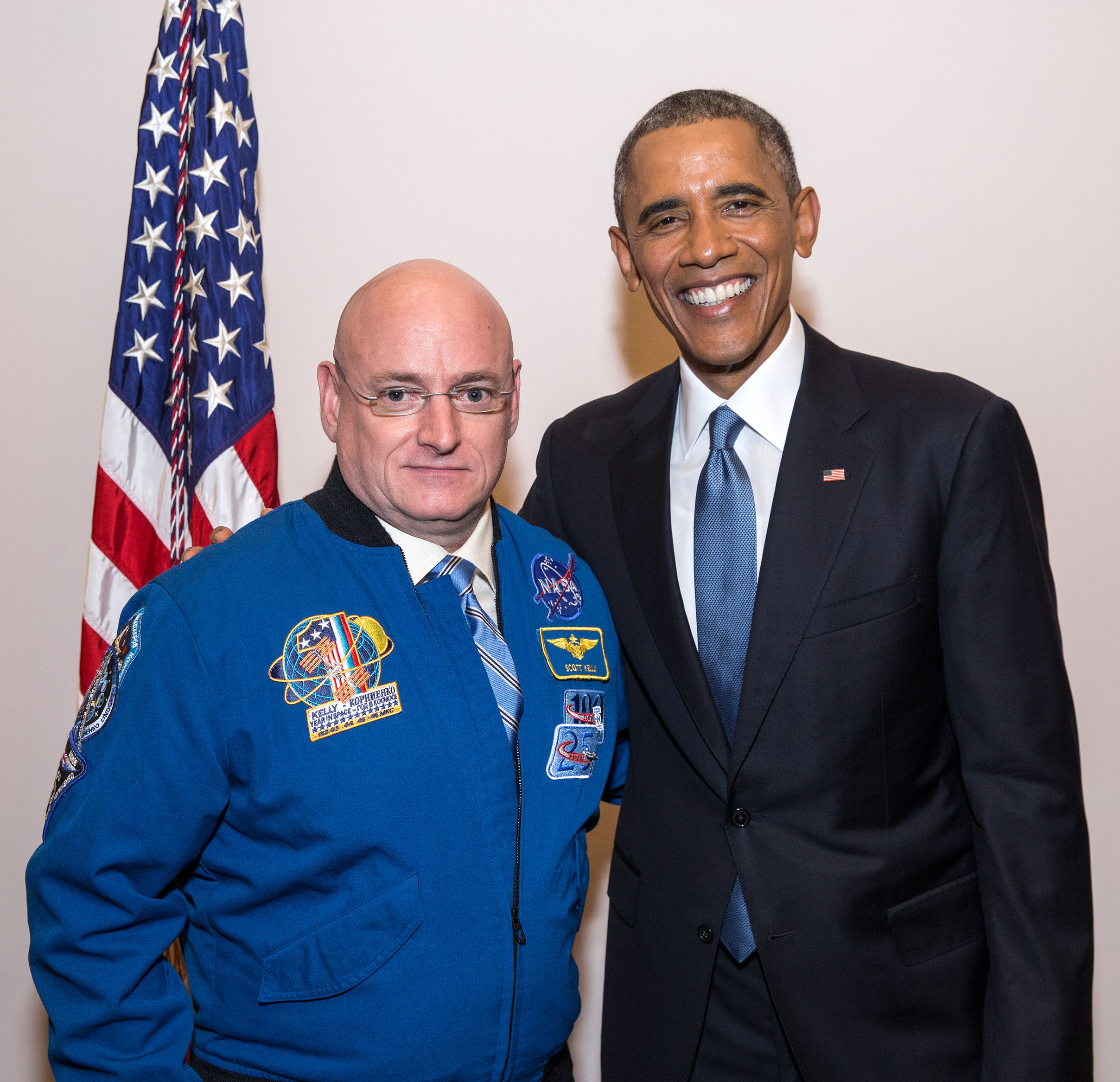
Kelly z prezydentem Obamą (20 stycznia 2015)

- 27 marca 2015 – poleciał statkiem Sojuz TMA-16M na stację ISS razem z Giennadijem Padałką i Michaiłem Kornijenką. Wraz z Kornijenką wszedł tam w skład czterech kolejnych ekspedycji: 43, 44, 45 i 46. Ta 340-dniowa misja byłą najdłuższą do tej pory misją na ISS i miała na celu zbadanie wpływu długotrwałego pobytu w przestrzeni kosmicznej na organizm ludzki (wykorzystano fakt, że Mark i Scott Kelly są bliźniętami jednojajowymi: ten pierwszy był poddawany badaniom na Ziemi jako jednoosobowa grupa kontrolna)[1].
- 16 października 2015 – Kelly rozpoczął swój 383. dzień łącznego przebywania poza Ziemią i został najdłużej przebywającym w przestrzeni kosmicznej amerykańskim astronautą, bijąc rekord należący do Edwarda Fincke (382 dni)[2]
- 2 marca 2016 – powrócił na Ziemię statkiem Sojuz TMA-18M razem z Kornijenką oraz Siergiejem Wołkowem – członkiem Ekspedycji 45 i 46.
- 1 kwietnia 2016 – opuścił korpus astronautów NASA.

## Loty kosmiczne
- STS-103 (Discovery F-27)

20 grudnia 1999 wystartował w kosmos na pokładzie promu Discovery w ramach misji STS-103. Podczas lotu pełnił funkcję pilota wahadłowca, którego załogę tworzyli ponadto: Curtis L. Brown (dowódca misji), Steven L. Smith (specjalista misji – MS-1), Jean-François A. Clervoy (MS-2), John M. Grunsfeld (MS-3), C. Michael Foale (MS-4) i Claude Nicollier (MS-5). Była to kolejna wyprawa, której głównym celem była obsługa serwisowa teleskopu Hubble’a. Dwa dni po starcie załoga promu rozpoczęła prace naprawcze. Podczas czterech wyjść w otwartą przestrzeń kosmiczną astronauci wymienili w teleskopie m.in. żyroskopy oraz stary komputer. W tym czasie wahadłowiec osiągnął najwyższą orbitę w historii programu lotów STS, której apogeum wynosiło 609 km. 25 grudnia zakończono czynności serwisowe, a trzy dni później prom z astronautami wylądował na Przylądku Canaveral.

## Odznaczenia i nagrody
- Naval Aviator Badge
- Naval Pilot Astronaut Badge
- Defense Superior Service Medal – dwukrotnie
- Legia Zasługi
- Distinguished Flying Cross
- Navy Commendation Medal
- Navy Achievement Medal
- Navy Unit Commendation – dwukrotnie
- National Defense Service Medal
- Southwest Asia Service Medal
- Navy Sea Service Deployment Ribbon
- NASA Distinguished Service Medal
- NASA Outstanding Leadership Medal
- NASA Exceptional Service Medal
- NASA Space Flight Medal – trzykrotnie
- Medal Wyzwolenia Kuwejtu (Arabia Saudyjska)
- Medal Wyzwolenia Kuwejtu (Kuwejt)
- Dyplom FAI im. Korolowa (1999)
- Doktorat honorowy State University of New York (2008)
- Medal „Za zasługi w podboju kosmosu” (2011, Rosja)[3]. Medal zwrócił w proteście przeciwko agresji Rosji na Ukrainę w marcu 2022[4]
- Universal Astronaut Insignia za lot orbitalny (nr 390) – Stowarzyszenie Uczestników Lotów Kosmicznych (Association of Space Explorers(inne języki))[5]

## Wykaz lotów
| Loty kosmiczne, w których uczestniczył Scott J. Kelly                   | Loty kosmiczne, w których uczestniczył Scott J. Kelly | Loty kosmiczne, w których uczestniczył Scott J. Kelly | Loty kosmiczne, w których uczestniczył Scott J. Kelly                                               | Loty kosmiczne, w których uczestniczył Scott J. Kelly | Loty kosmiczne, w których uczestniczył Scott J. Kelly | Loty kosmiczne, w których uczestniczył Scott J. Kelly |
| Nr                                                                      | Data startu                                           | Data lądowania                                        | Statek kosmiczny                                                                                    | Funkcja                                               | Czas trwania                                          |                                                       |
| ----------------------------------------------------------------------- | ----------------------------------------------------- | ----------------------------------------------------- | --------------------------------------------------------------------------------------------------- | ----------------------------------------------------- | ----------------------------------------------------- | ----------------------------------------------------- |
| 1                                                                       | 20 grudnia 1999                                       | 28 grudnia 1999                                       | STS-103 Discovery F-27                                                                              | Pilot misji                                           | 7 dni 23 godziny 10 minut 47 sekund                   |                                                       |
| 2                                                                       | 8 sierpnia 2007                                       | 21 sierpnia 2007                                      | STS-118 Endeavour F-20                                                                              | Dowódca misji                                         | 12 dni 17 godzin 55 minut 34 sekundy                  |                                                       |
| 3                                                                       | 7 października 2010                                   | 16 marca 2011                                         | Sojuz TMA-01M ISS-Ekspedycja 25 ISS-Ekspedycja 26                                                   | Inżynier pokładowy Dowódca ISS                        | 159 dni 8 godzin 43 minuty 10 sekund                  |                                                       |
| 4                                                                       | 27 marca 2015                                         | 2 marca 2016                                          | Sojuz TMA-16M ISS-Ekspedycja 43 ISS-Ekspedycja 44 ISS-Ekspedycja 45 ISS-Ekspedycja 46 Sojuz TMA-18M | Inżynier pokładowy Dowódca ISS                        | 340 dni 8 godzin 42 minuty 54 sekundy                 |                                                       |
| Łączny czas spędzony w kosmosie – 520 dni 19 godzin 32 minuty 25 sekund |                                                       |                                                       | |                                                       |                                                       |                                                       |